# Synema quadrifasciatum
Synema quadrifasciatum là một loài nhện trong họ Thomisidae.
Loài này thuộc chi Synema. Synema quadrifasciatum được Maria Dahl miêu tả năm 1907.